# 耒部
耒部（）は、漢字を部首により分類したグループの一つ。
康熙字典214部首では127番目に置かれる（6画の10番目、未集の10番目）。

## 概要
「耒」字は農地を耕すため土をかき起こし草を刈る農具である鋤、あるいはその柄を意味する。『説文解字』は「木」で雑草を表す「丯」をすく様子に象るとする。
偏旁の意符としては農具や耕作に関することを示す。このとき左側の偏の位置に置かれる。
なお印刷書体（明朝体）において康熙字典は1画目を右から下に払う筆画とした。現在、日本の新字体・中国の新字形は、「耕」のように左から右への横画としている。
ただし、日本の場合、常用漢字表内の「耕」、「耗」、「籍」（他の部首に属するが構成要素に耒を持つ）の3字のみの適用であり、表外字は康熙字典体に従う（部首字の「耒」も表外字である）。なお、耒を含む漢字は人名用漢字には2007年8月の時点で1字も存在しない。
JIS X 0208では、耒を含む漢字は常用漢字の3字を除いて全て第2水準に属しており、1983年の改訂で字形変更の対象となったものは1字も無く、使用頻度も高くないので示偏、之繞、食偏のような混乱はあまり起きていない。
なお台湾の国字標準字体・香港の常用字字形表は康熙字典に従い、右から左の払いである。
また、現在、正式な使い方ではないが、「来」の略字に「耒」が使われることはよくある(日本の戦前における常用漢字表に載った事もある)。この場合、普通は一画目は横棒の形を使う。「来」または「來」を構成要素に持つ字も「来」または「來」の部分を「耒」に置換えることがある。（例:萊（莱）→草冠に耒）

## 部首の通称
- 日本：すきへん・らいすき
- 韓国：쟁기뢰부（jaenggi roe bu、すきの耒部）・쟁기뢰변（jaenggi roe bu、すきの耒偏）
- 英米：Radical plow

## 部首字
耒
- 中古音
  - 広韻 - 力軌切、旨韻、上声
  - 詩韻 - 紙韻、上声
  - 三十六字母 - 来母
- 現代音
  - 普通話 - ピンイン：lěi 注音：ㄌㄟˇ ウェード式：lei3
  - 広東語 - Jyutping:leoi6 イェール式:leui6
- 日本語 - 音：ライ（漢音） 訓：すき
- 朝鮮語 - 音：뢰(roe) 訓：쟁기（jaenggi、鋤）

## 例字
- 耒
- 4画:耘・耕・耗・耙
- 耜・耨
- （異体字）